# Associação Atlética Juventus
Associação Atlética Juventus foi uma agremiação esportiva de Barra Mansa.

## História
O clube foi vice-campeão do Campeonato Citadino de Barra Mansa em 1948. Nas décadas de 40 e 50 era o time de futebol mais famoso de Barra Mansa, mesmo assim o Juventus nunca foi campeão citadino.

## Estatísticas

### Participações
|  | Participações em 2020 |

| Competição              | Temporadas | Melhor campanha     | Estreia | Última | P | R |
| Citadino de Barra Mansa | ?          | Vice-campeão (1948) | 1948    | 1948   | – | – |